# Diocles de Corint
Diocles de Corint (en grec antic Διοκλῆς ὁ Κορίνθιος) va ser un atleta grec nascut a Corint que va guanyar la carrera a l'estadi a la 13a Olimpíada o sigui, l'any 728 aC. La carrera de l'estadi (uns 180 metres) era l'única competició de les primeres 13 olimpíades.
Es diu que Diocles era amant de Filolau, de la família dels Baquíades, que va ser elegit nomoteta (legislador) de Tebes. Diocles va deixar Corint i va anar a Tebes a viure amb Filolau. Van viure junts la resta de la seva vida i van ser enterrats en dues tombes, una al costat de l'altra.